# Onthophagus triacanthus
Onthophagus triacanthus är en skalbaggsart som beskrevs av François Louis Nompar de Caumont de Laporte 1840. Onthophagus triacanthus ingår i släktet Onthophagus och familjen bladhorningar. Inga underarter finns listade i Catalogue of Life.